# Acusaciones de escuchas telefónicas de Donald Trump
Las acusaciones de escuchas telefónicas de Donald Trump se refieren a una serie de publicaciones que el presidente de los Estados Unidos Donald Trump hizo en Twitter el 4 de marzo de 2017 acusando al expresidente de los Estados Unidos Barack Obama de haber realizado escuchas telefónicas de su oficina en Trump Tower a finales de la campaña presidencial de 2016. Trump no presentó ninguna evidencia de su reclamo, pero pidió una investigación del Congreso. La administración Trump declaró más tarde que informes de varias fuentes de noticias apoyaban la afirmación de Trump, aunque ninguno de estos informes atribuía explícitamente credibilidad a la alegación de Trump.
El representante Devin Nunes, que preside la Comisión de Inteligencia de la Cámara de Representantes, se comprometió a investigar el reclamo, declarando más tarde que el comité no había encontrado evidencia de la declaración de Trump. En una audiencia abierta de la Comisión de Inteligencia de la Cámara el 20 de marzo de 2017, el director del FBI, James Comey, declaró que ni el FBI ni el Departamento de Justicia poseían información para respaldar las denuncias de Trump. El 23 de marzo, Nunes afirmó que las comunicaciones de la administración Trump podrían haber sido monitoreadas legalmente durante el período de transición como parte de una «recolección incidental», pero los funcionarios de la administración Obama negaron su participación.

## Origen y alegaciones relacionadas

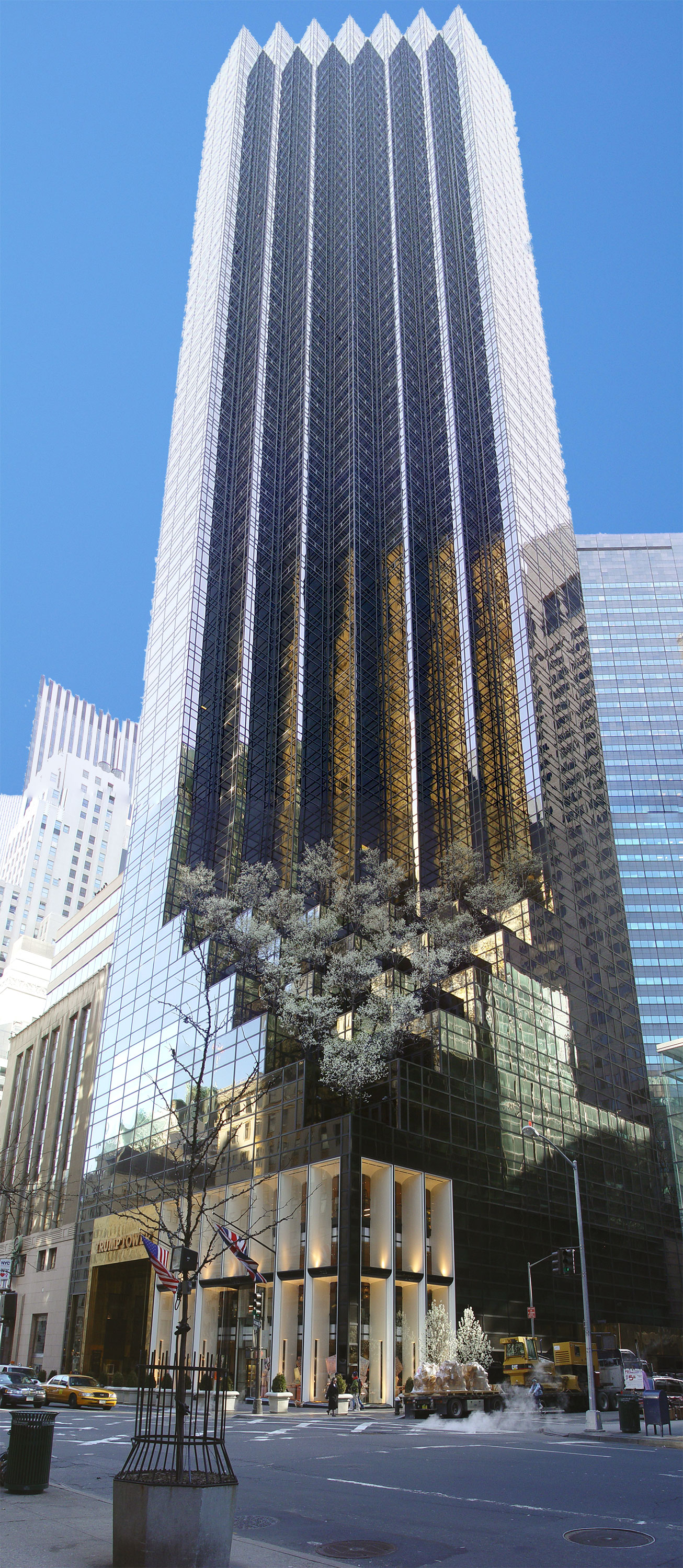
Trump Tower.

El 7 de noviembre de 2016, Louise Mensch informó en el sitio de derecha Heat Street que el FBI había buscado dos veces órdenes mediante la Ley de Vigilancia de la Inteligencia Extranjera (FISA por sus siglas en inglés) en relación con su investigación de los vínculos de la campaña Trump con Rusia. Según Mensch, la primera solicitud de una orden judicial que «nombró a Trump» fue denegada en junio de 2016. En octubre de 2016 se concedió una segunda solicitud, más «estrictamente elaborada», y otorgó «permiso de contrainteligencia para examinar las actividades de "personas estadounidenses" en la campaña de Donald Trump con vínculos con Rusia», según Mensch. Mensch alegó además que la orden de octubre se concedía «en relación con la investigación de una actividad sospechosa entre el servidor [en Trump Tower] y dos bancos, SVB Bank y Alfa Bank», y que «se cree en la comunidad de inteligencia que la orden Cubre cualquier "persona estadounidense" conectada a esta investigación, y por lo tanto cubre a Donald Trump y a al menos otros tres hombres». El artículo de Mensch citó informes de dos «fuentes anónimas con enlaces a la comunidad de contrainteligencia».
El 11 de enero de 2017, The Guardian informó que el FBI solicitó inicialmente una orden de FISA en junio de 2016, solicitando «vigilar a cuatro miembros del equipo Trump sospechosos de contactos irregulares con funcionarios rusos». Esta solicitud inicial fue denegada. Una fuente le dijo a The Guardian que el FBI envió una solicitud más estricta en octubre, «pero eso no ha sido confirmado, y no está claro si una orden judicial llevó a una investigación completa». El artículo de The Guardian no fue citado por la Casa Blanca en relación con la afirmación de escucha telefónica de Trump.
El día después del informe de The Guardian, el periodista de la BBC, Paul Wood, informó por separado que, en respuesta a un mensaje de abril de 2016 de una agencia de inteligencia extranjera a la CIA sobre «dinero del Kremlin para la campaña presidencial de Estados Unidos», se había establecido un grupo de trabajo conjunto, integrado por representantes del FBI, el Departamento del Tesoro, el Departamento de Justicia, la CIA, la Oficina del Director de Inteligencia Nacional y la Agencia de Seguridad Nacional; y en junio de 2016 abogados de la habían solicitado al tribunal de la FISA «permiso para interceptar los registros electrónicos de dos bancos rusos». La BBC alegó que la investigación fue impulsada en abril de 2016 por un «aviso» de una agencia de inteligencia de uno de los países bálticos. Según Wood, esta solicitud fue rechazada, al igual que una solicitud más específica en julio, y la orden fue finalmente concedida por otro juez de la FISA el 15 de octubre, tres semanas antes de la elección presidencial. Según el artículo, la orden no nombró a Trump o a sus asociados.
El 18 de enero, McClatchy informó por separado que «el FBI había obtenido una orden el 15 de octubre del altamente secreto Tribunal de Vigilancia de Inteligencia Extranjera permitiendo a los investigadores acceso a los registros bancarios y otros documentos sobre posibles pagos y transferencias de dinero relacionados con Rusia». El artículo de McClatchy no fue citado por la Casa Blanca en relación con la demanda de escuchas telefónicas de Trump.
El 19 de enero, The New York Times publicó un artículo con el titular impreso «Wiretapped Data Used in Inquiry of Trump Aides» («Datos interceptados utilizados en la investigación de asistentes de Trump»). El artículo fue publicado en línea con el título «Intercepted Russian Communications Part of Inquiry Into Trump Associates» («Comunicación rusa interceptada parte de investigación de asociados de Trump»). El artículo declara: «Las agencias de inteligencia y de seguridad estadounidenses están examinando las comunicaciones y transacciones financieras interceptadas como parte de una amplia investigación sobre posibles vínculos entre funcionarios rusos y asociados del presidente electo Donald J. Trump, incluyendo su expresidente de campaña Paul Manafort». El artículo también señala la incertidumbre con respecto al alcance de las escuchas telefónicas, afirmando: «No está claro si las comunicaciones interceptadas tenían algo que ver con la campaña del Sr. Trump o con el propio Trump».
El 3 de marzo, Breitbart News publicó un artículo titulado «Mark Levin to Congress: Investigate Obama’s ‘Silent Coup’ vs. Trump» («Mark Levin al Congreso: investiguen el 'golpe silencioso' de Obama contra Trump»). El día anterior, la personalidad de radio conservadora Mark Levin alegó que Obama y sus aliados estaban llevando a cabo un «golpe silencioso» contra Trump con tácticas de «estado policial». El artículo de Breitbart declaró que «la administración Obama está monitoreando una campaña presidencial opositora usando los poderes de vigilancia de alta tecnología de los servicios de inteligencia federales». Al hacer estas acusaciones, Levin y Breibart no participaron en investigación original. Citando el artículo de noviembre de Mensch, Breitbart afirmó la existencia de una solicitud de FISA de junio «para controlar las comunicaciones que involucran a Donald Trump y varios asesores» y una orden de FISA de octubre «centrada en un servidor de ordenadores en Trump Tower». Breitbart citó un artículo del National Review del 11 de enero que especulaba sobre presuntas «escuchas telefónicas» de la campaña Trump y sus ramificaciones legales. Al igual que el artículo de Breitbart, el artículo de National Review también se había basado largamente en la pieza de Mensch. El artículo de Breitbart se distribuyó posteriormente entre los empleados de la Casa Blanca, y según informes se le fue dado a Trump al día siguiente, junto con sus periódicos matutinos e impresos.
En su análisis de los informes que precedieron a las acusaciones de Trump, The Washington Post declaró que «todos los artículos sugieren que las solicitudes de la FISA, si ocurrieron, fueron hechas por las agencias de inteligencia y el FBI», y no por la administración Obama. The Washington Post señala además que el artículo original de Mensch no usó el término «escucha telefónica» (que implica llamadas telefónicas de voz), sino que sólo hacía afirmaciones sobre un intercambio de correos electrónicos con el banco SVB Bank y el Alfa-Bank ruso, y que aunque Mensch afirmó que el servidor de correo electrónico se encontraba en Trump Tower, probablemente en realidad éste se encontraba en Filadelfia, ya que Trump subcontrató su correo electrónico a Listrak, que opera fuera de un centro de procesamiento de datos allí.

## Acusación

### Alegación inicial
En una sucesión de publicaciones de Twitter el 4 de marzo, el presidente Donald Trump declaró que «acababa de descubrir» que el expresidente Barack Obama había escuchado los teléfonos en sus oficinas en Trump Tower durante los últimos meses de las elecciones de 2016. No dijo dónde había obtenido la información y no ofreció ninguna prueba que la apoyara. Trump comparó la supuesta intrusión al macarthismo y Watergate. Funcionarios anónimos de la Casa Blanca dijeron al The Washington Post que Trump no pareció coordinar sus comentarios con otros funcionarios de la Casa Blanca.

### Seguimiento
La Casa Blanca afirmó que reportes «de la BBC, Heat Street, The New York Times, Fox News, entre otros» establecieron la acusación de la escucha telefónica del presidente, proporcionando enlaces de éstos a The Washington Post.
En una declaración emitida a través del secretario de prensa Sean Spicer el 5 de marzo, Trump pidió a los comités de inteligencia del Congreso «determinar si los poderes de investigación del Poder Ejecutivo fueron abusados en 2016» como parte de su investigación sobre las acusaciones de interferencia rusa en las elecciones. En respuesta, el representante Devin Nunes, quien preside la Comisión de Inteligencia de la Cámara de Representantes, declaró que el comité «investigará si el gobierno está llevando a cabo actividades de vigilancia en los oficiales de campaña de cualquier partido político o sustitutos». El senador Lindsey Graham dijo estar dispuesto a usar poderes de citación para averiguar si Trump fue investigado y cuál fue la causa de tal investigación, si ocurrió. El 15 de marzo, Nunes informó que la Comisión de Inteligencia de la Cámara no había encontrado ninguna evidencia que apoyara la reclamación de escuchas telefónicas.
Funcionarios de la Casa Blanca dieron respuestas discordantes a las preguntas de los medios sobre las acusaciones de Trump. Spicer prohibió cámaras en la sala de información en una conferencia de prensa al día siguiente. La consejera de la Casa Blanca, Kellyanne Conway, dijo a Fox & Friends de Fox News Channel que el presidente tenía «información e inteligencia que el resto de nosotros no», aunque Spicer dijo más tarde que Conway no estaba calificado para hacer esa afirmación.

### Extensión de la alegación
Durante una entrevista el 12 de marzo, Conway dijo a Mike Kelly de The Record que la vigilancia podría haber usado dispositivos electrónicos hackeados: «Puedes vigilar a alguien a través de sus teléfonos, ciertamente a través de sus televisores - de muchas maneras». También sugirió que Trump podría haber sido monitoreado con «microondas que se convierten en cámaras». Conway más tarde se retractó de la afirmación, afirmando que «No soy Inspector Gadget, no creo que la gente esté usando el microondas para espiar a la campaña Trump».
En una conferencia de prensa del 13 de marzo, Spicer afirmó que Trump se refería a vigilancia en general en lugar de escuchas telefónicas directas. Spicer también aclaró que la Casa Blanca creía que la administración Obama era responsable de la vigilancia, no Obama personalmente, contradiciendo directamente los propios tuits de Trump que específicamente nombraron al expresidente.
En una entrevista del 15 de marzo con Tucker Carlson en Fox News, Trump apoyó sus afirmaciones de escuchas telefónicas al citar una entrevista del 3 de marzo con Paul Ryan en un episodio de Special Report with Bret Baier en Fox News y el artículo del 19 de enero en el The New York Times. Aunque el artículo del The New York Times mencionaba «escuchas telefónicas» e informaba que el FBI estaba «examinando comunicaciones interceptadas y transacciones financieras», no estipulaba ni que la vigilancia estuviera dirigida a ciudadanos estadounidenses, ni tampoco que la administración Obama participaba en tal vigilancia. La afirmación del 15 de marzo de Trump de que el artículo del The New York Times apoyaba sus acusaciones sobre escuchas telefónicas fue considerada «falsa» por PolitiFact. En Special Report, Baier alegó que el FBI obtuvo una orden de FISA en octubre para «iniciar una escucha telefónica en Trump Tower con algunos ordenadores y bancos rusos y no apareció nada» (refiriéndose a los supuestos vínculos de la campaña Trump con una supuesta interferencia rusa en las elecciones) y le preguntó a Ryan: «¿Has oído eso?». Ryan respondió: «Nuevamente, como he dicho, a ninguno de nosotros en el Congreso ni a nadie que conozco en el Congreso se le ha presentado nada contrario a lo que acabas de decir». Sin embargo, puede haber habido un malentendido entre Baier y Ryan durante la entrevista, con Baier preguntando sobre la vigilancia de la campaña Trump, y Ryan respondiendo que las recolecciones de la inteligencia no tenían evidencia de connivencia entre Rusia y Trump. Ryan dijo, en respuesta a una pregunta sobre los comentarios de Trump el 15 de marzo, que él no había sido consciente de ninguna acusación de escuchas telefónicas antes de su entrevista con Baier, y que «las comisiones de inteligencia [...] han determinado [...] que no existió tal escucha telefónica».

### Alegación de participación británica
Durante una entrevista de Fox & Friends el 14 de marzo, Andrew Napolitano declaró que «tres fuentes de inteligencia han informado a Fox News de que el presidente Obama salió de la cadena de mando», utilizando el GCHQ británico para implementar vigilancia para evitar dejar «huellas estadounidenses». Napolitano acusó a Robert Hannigan, que renunció al GCHQ el 23 de enero, de ordenar la escucha telefónica. Según informes, Hannigan renunció por razones personales. Baier declaró más tarde que «la división Fox News nunca pudo respaldar las afirmaciones de Napolitano». El 16 de marzo, Spicer repitió la afirmación de Napolitano en una conferencia de prensa en la Casa Blanca. Al día siguiente, un vocero del GCHQ llamó a la alegación de Napolitano «sin sentido» y «totalmente ridículo». Una fuente del gobierno británico dijo que la acusación era «totalmente falsa y francamente absurda». El almirante Michael S. Rogers, director de la Agencia de Seguridad Nacional, dijo que no había visto nada que sugiera que hubo «tal actividad» ni ninguna solicitud para hacerlo.
La demanda inició una disputa diplomática con Gran Bretaña. Tim Farron, líder de los Liberal Demócratas en Gran Bretaña, dijo que «Trump está comprometiendo la vital relación de seguridad entre el Reino Unido y los Estados Unidos para tratar de cubrir su propia vergüenza». The Telegraph dijo que dos funcionarios estadounidenses se habían disculpado personalmente por el alegato. El gobierno británico también dijo que el gobierno estadounidense prometió no repetir estas afirmaciones. La Casa Blanca negó los informes de que se había disculpado con el gobierno británico, diciendo que Spicer estaba simplemente «señalando los informes públicos» sin respaldarlos.

## Reacciones

### De políticos
Demócratas y críticos del presidente acusaron a Trump de fabricar la demanda como distracción de noticias sobre miembros de la campaña de Trump acusados de conspirar con el gobierno ruso durante la elección de 2016. La mayoría de los republicanos en el Congreso se distanció de la demanda, aunque los miembros del Senado y la Cámara de Representantes se comprometieron a investigar el asunto.
El portavoz de Obama, Kevin Lewis, refutó la afirmación en un comunicado más tarde ese día diciendo: «Una regla cardinal de la administración Obama fue que ningún funcionario de la Casa Blanca nunca interfirió con ninguna investigación independiente dirigida por el Departamento de Justicia». The Wall Street Journal describió a Obama como «lívido» cuando oyó hablar de las acusaciones personalmente, aunque otras fuentes dijeron que «rodó sus ojos» y sigue más preocupado por la agenda conservadora y nacionalista de Trump.
El senador Rand Paul señaló que era posible una interceptación de puerta trasera de las comunicaciones de Trump. Elizabeth Goitein, una experta en derecho de vigilancia de la Escuela de Derecho de la Universidad de Nueva York, señaló que las búsquedas por puertas traseras de registros incidentales recogidos sobre estadounidenses en el extranjero eran permitidas por la ley de los Estados Unidos. El representante Frank LoBiondo, miembro de alto rango de la Comisión de Inteligencia de la Cámara de Representantes, especuló el día del testimonio del director del FBI, James Comey, que era posible que hubiera una recolección incidental debido a las comunicaciones rusas, pero dudó que hubiera alguna evidencia de que hubiera una escucha telefónica. (La recolección incidental, también llamada recolección de puerta trasera por políticos, ha sido públicamente reconocida por la comunidad de inteligencia durante años.)

### Del FBI y oficiales de inteligencia
El 4 de marzo, Comey pidió al Departamento de Justicia que emitiera una declaración refutando las afirmaciones de Trump. En declaraciones a Meet the Press de NBC, el exdirector de Inteligencia Nacional, James Clapper, dijo que «no hubo ninguna actividad de escucha telefónica contra el presidente electo».
En una audiencia pública de la Comisión de Inteligencia de la Cámara el 20 de marzo de 2017, Comey declaró que ni el FBI ni el Departamento de Justicia poseían información para apoyar las acusaciones de escucha telefónica de Trump. El 23 de marzo, Nunes había indicado que las comunicaciones a y desde el equipo de transición presidencial de Trump podrían haber sido interceptadas como parte de una recolección incidental. En respuesta, funcionarios de la administración Obama refutaron cualquier alegación de que haya estado monitoreando al equipo de Trump. Más tarde, el mismo día, Nunes aclaró que no sabía «con seguridad» si los comités de inteligencia habían monitoreado realmente las comunicaciones del equipo Trump.